# Michel Voisin

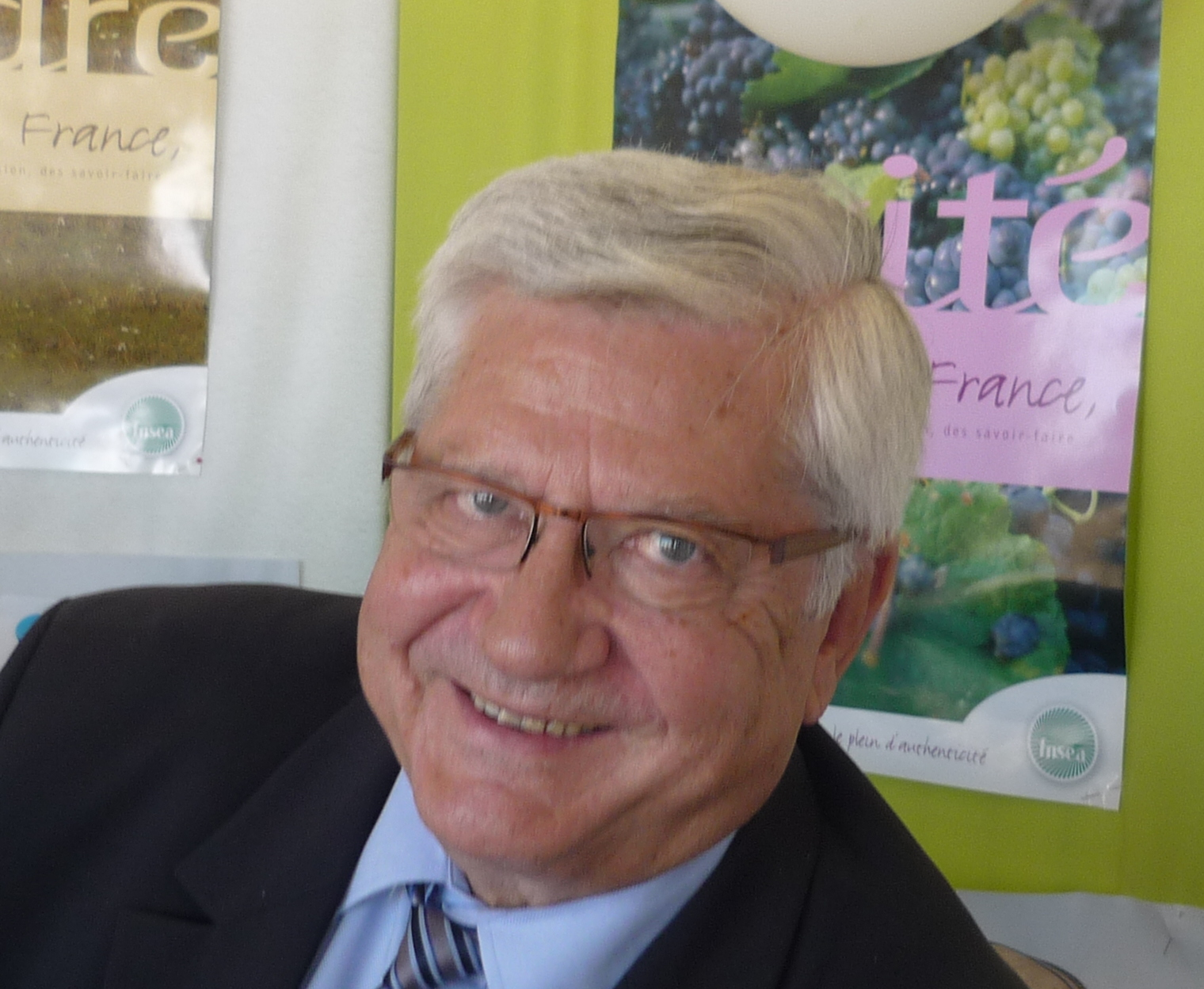
Michel Voisin (2013)

Michel Voisin (* 6. Oktober 1944 in Replonges) ist ein französischer Politiker der Les Républicains.

## Leben
Vom 14. März 1983 bis zum 4. April 2014 war Voisin Bürgermeister von Replonges. Vom 23. Juni 1988 bis zum 20. Juni 2017 war Voisin Abgeordneter in der Nationalversammlung.